# Indústria dels videojocs
La indústria del videojoc és un sector econòmic involucrat en el desenvolupament, la distribució, la mercadotècnia, la venda de videojocs i del maquinari associat. Engloba dotzenes de disciplines de treball i dona feina a milers de persones arreu del món.
La indústria del videojoc ha experimentat en els últims anys altes taxes de creixement, a causa del desenvolupament de la computació, capacitat de processament, imatges més reals i l'estreta relació entre pel·lícules de cinema i els videojocs, amb la qual cosa els consumidors reconeixen els títols més aviat. La indústria de videojocs va generar una recaptació mundial de 57.600 milions d'euros durant 2009, i 91.000 milions de dòlars en 2016.

## Història
La història dels videojocs té el seu origen en la dècada de 1940 quan, després de la fi de la Segona Guerra Mundial, les potències vencedores van construir les primeres superordinadors programables com ENIAC, de 1946. Els primers intents per implementar programes de caràcter lúdic (inicialment programes d'escacs) no van trigar a aparèixer, i es van anar repetint durant les següents dècades. Els primers videojocs moderns van aparèixer a la dècada dels 60, i des de llavors el món dels videojocs no ha deixat de créixer i desenvolupar-se amb l'únic límit que li ha imposat la creativitat dels desenvolupadors i l'evolució de la tecnologia. En els últims anys, s'assisteix a una era de progrés tecnològic dominada per una indústria que promou un model de consum ràpid on les noves superproduccions queden obsoletes en pocs mesos, però on alhora un grup de persones i institucions -conscients del paper que els programes pioners tenen a la nostre societat, decideixen innovar i generen un gran impacte.
El més immediat reflex de la popularitat que ha assolit el món dels videojocs en les societats contemporànies el constitueix una indústria que dona feina a 120000 persones i que genera uns beneficis multimilionaris que incrementen any rere any. L'impacte que va suposar l'aparició del món dels videojocs va significar una revolució a les implicacions socials, psicològiques i culturals que constitueixen l'objecte d'estudi de tota una nova generació d'investigadors socials que estan abordant el nou fenomen des d'una perspectiva interdisciplinària, fent ús de metodologies de investigació tan diverses com les específiques de l'antropologia cultural, la intel·ligència artificial, la teoria de la comunicació, l'economia o l'estètica, entre d'altres. Igual que va passar amb el cinema i la televisió, el videojoc ha aconseguit arribar en només mig segle d'història l'estatus de mitjà artístic, i semblant assoliment no ha tingut lloc sense una transformació i evolució constant del concepte mateix de videojoc i de la seva acceptació. Nascut com un experiment en l'àmbit acadèmic, va aconseguir establir-se com un producte de consum de masses en tan sols deu anys, exercint un formidable impacte en les noves generacions que veien els videojocs amb un nou mitjà audiovisual que els permetria protagonitzar en endavant les seves pròpies històries.

## Impacte econòmic
En aquesta secció s'abordarà l'impacte del desenvolupament de la indústria dels videojocs en l'economia dels països; no obstant això, a causa de la informació limitada i al fet que aquesta es desenvolupa primordialment als Estats Units, ens enfocarem en aquest país.
En parlar d'impacte econòmic és inevitable tocar el tema sobre com aquesta indústria està distribuïda, com ha canviat amb el pas dels anys i què s'espera d'ella en el futur.
Amb el pas dels anys, la indústria dels videojocs ha experimentat un auge explosiu de les seves vendes: només als Estats Units, ha passat de generar 2 mil milions de dòlars en 1998 i 6.9 mil milions en vendes en el 2005 a 17.1 mil milions en el 2010. Aquesta xifra pot ser comparada amb el creixement del PBI els Estats Units, que entre el 2005 i 2010 només va créixer un 16%. Si bé aquest enorme creixement és cridaner, si no només es considera la despesa en jocs, si no també la despesa incorreguda en les consoles per reproduir-los i els diversos accessoris que les empreses posen a la venda, aquesta xifra incrementa a 22.41 mil milions de dòlars als Estats Units.D'acord amb The Competitive Intelligence Unit, en el 2014 el mercat dels videojocs va aconseguir un valor de 17,925 milions de pesos, el que va representar un creixement de 8.23% respecte al 2013 i al 2015 s'aconsegueix un total de 111 mil milions de dòlars a tot el món. Les xifres esmentades reflecteixen el total de la indústria, no obstant això si ens enfoquem en cada integrant, més específicament, en l'entrada al mercat dels smartpones i tablets i el desenvolupament dels jocs online, podem observar que el mercat de consoles s'ha vista fectat en la mesura que ha vist reduïda la seva participació en el total d'ingressos de la indústria: en sol quatre anys, entre el 2008 i el 2012, la participació dels jocs de consola es va reduir de 71% a 62% i la dels jocs online i mòbils (smartphones) va augmentar de 6% a 20% i s'espera un abast de 57% pel 2016.
Una recerca realitzada per De Prato, arriba a una conclusió interessant: sostenen que, si bé la indústria dels videojocs té un gran potencial de creixement en comparació de la indústria general de l'entreteniment (70% enfront de 17%) aquesta estarà liderada principalment pel desenvolupament dels jocs en línia i dels “Wireless Games Softwares”, mentre que el desenvolupament de consoles (maquinari) experimentarà un declivi en el seu creixement. Per tant, a pesar que cada certs anys les companyies desenvolupadores de consoles treuen al mercat un nou maquinari que és necessari per utilitzar els últims títols de videojocs, el desenvolupament dels jocs en línia i els avantatges que aquests porten (simplicitat, baixa inversió, gratis per al públic) i tenint en compte un escenari que aquests puguin ser jugats a la web i considerant persones que prefereixen invertir només una mica de temps en això en el llarg termini, s'arribarà a reemplaçar tot allò que actualment veiem físicament, per productes no físics situats en internet.
Recerques sobre la indústria dels videojocs la caracteritzen com un “triple monopoli” o oligopoli, terme utilitzat en microeconomia per definir un mercat amb un nombre petit de venedors, sent Sony, Microsoft i Nintendo les empreses amb la major participació en el mercat: 13%, 12% i 12%, respectivament. A més, aquesta indústria ha sofert grans ganvis amb la introducció dels smartphones, tauletes i els jocs desenvolupats, de vegades exclusivament per a aquests. No obstant això, altres estudis afirmen que aquesta situació ha canviat i s'ha passat a una “economia de multituds”, que malgrat explicar encara amb la presència d'aquestes tres grans empreses, s'ha incorporat un gran nombre de desenvolupadors i estudis independents, l'entrada dels quals al mercat ha estat possible a causa del creixement que Apple i Android han experimentat en l'última dècada, fent possible que aquests desenvolupadors - usualment noveçans - competeixin amb les grans emprese i desenvolupadores professionals.
Raynai Striukova caracteritzen a la indústria dels videojocs com 2 models amb validesa en diferents èpoques: el model “few to few” que va tenir lloc, des d'inicis dels 80’s i finalitats del 2000; i del model “many to many”, des de finalitats del 2000 fins a l'actualitat. El primer, fa referència a un mercat on existeixen alguns grans estudis (Electronic Arts, Ubisoft, Sega, Activision) que produeixen jocs per les tres grans desenvolupadores de consoles (Sony, Microsoft i Nintendo) i dues empreses desenvolupadores de computadores (Apple i Microsoft), les quals acaben venent per un preu de entre 4 i 60 dòlars; d'altra banda, el segon model indica l'existència d'un gran nombre de desenvolupadors (només en l'App Store dels Estats Units, actualment existeixen 470 903 desenvolupdors), un gran nombre de dispositius per poder reproduir-los (consoles, smartphones, tablets, computadores, jocs online), baixos preus (el preu mitjà d'un joc en l'App Store és de 59 centaus de dòlar) i un gran nom de jugadors paguen per aquestes aplicacions.
No obstant això, una conclusió a la qual arriba l'estudi és que malgrat el gran èxit que el model econòmic “many to many” de la indústria dels videojocs suposa, els tres grans desenvolupadors de consolas no han modificat el seu patró de comportament amb relació a producció o preus i els nous participants no han pogut transformar els ingressos en guany

El desenvolupament de la tecnologia, els smartphones o internet, entre d'altres, sembla indicar que s'està acostant una era on l'economia serà virtual i la indústria dels videojocs i la seva constant innovació mostra que estarà molt bé preparada per adaptar-se amb facilitat a aquesta: ha arribat a utilitzar serveis online i offline per a trencar les barreres espacials i aconseguir altes taxes de creixement, a poc a poc està envaint altres àrees alienes al pur entreteniment com l'educació a través dels jocs, està passant a ser un món virtual on es poden realitzar operacions de mercat i activitats econòmiques.

## Creació i desenvolupament de la indústria del videojoc
Des que sorgeix la idea sobre un videojoc fins que aquest es comercialitza i distribueix, se succeeixen diverses etapes que, en gran manera estan marcades per les característiques i demandes del mercat.
Els creatius i desenvolupadors que han rebut l'encàrrec aniran afrontant les diverses fases de la creació del joc en funció dels objectius, limitacions i correccions que la pròpia empresa vagi establint. En qualsevol cas, punt creatius com a desenvolupadors o directius, semblen tenir clar quin és l'objectiu últim d'un videojoc: que les vendes del producte superin la inversió inicial.
No obstant això, la gran majoria dels projectes iniciats es perden pel camí. El percentatge de productes que aconsegueix finalitzar-se i distribuir-se és molt petit (alguns ho estimen entorn del 5% o 10%); només els explicats videojocs que es converteixen en supervendes, equilibren els comptes d'aquestes companyies.
En una indústria on la importació i posterior comercialització dels videojocs creats en altres països, la traducció i adaptació de tals productes (des del manual de continguts al propi joc) resulta un element fonamental a tenir en compte en el desenvolupament del procés. Tant, que existeixen equips de treball dedicats, exclusivament, a l'adaptació dels videojocs a les peculiaritats del mercat espanyol. Aquests processos d'adaptació, que contribueixen a l'acostament del producte a un nombre més gran de públic, suposen importants quanties econòmiques que no totes les companyies poden assumir.
Una vegada que han estat considerats tots els elements i el procés de desenvolupament del joc està molt proper a la seva finalització, en la línia de qualsevol llançament de productes/serveis, se sol realitzar una “demo” sobre la qual es testa el producte a manera de control de qualitat, punt en el referit a l'opinió del públic, com a tot allò que afecta el funcionament concret del producte. Finalment, en tot cas, els màxims responsables de les companyies avaluaran les possibilitats del joc proposat quant a comercialidad, originalitat, qualitat, durada en el temps, possibilitats de promoció i decidiran les polítiques de llançament.
El procés que va des de la concepció d'un videojoc fins al seu desenvolupament i comercialització, està molt marcat per les pautes que estableix el mercat. Lògicament, i així ho reconeixen els propis implicats, l'objectiu fonamental de tot producte ideat i desenvolupat serà vendre el major nombre d'unitats possibles; per a això és necessari tenir en compte tot un seguit de elements definits pel mateix sector.
- En primer lloc, resulta imprescindible conèixer la realitat del mercat, especialment pel que fa als productes de la competència i als últims avanços tecnològics.
- Les idees originals que donen lloc a nous jocs no són excessives, i en la majoria dels casos es llancen al comprat productes que consisteixen en la millora, revisió o continuació de productes i idees ja existents.
- La millora de les condicions tècniques d'un producte resulta essencial lloc que propícia un dels elements que més solen tenir en compte creatius i usuaris, la jugabilitat, és a dir, l'existència d'un desenvolupament lògic, fluid, no gaire complicat (però tampoc excessivament simple) i, sobretot, exempt de contratemps i sobresalts derivats de deficiències en la configuració tècnica del producte.
- La jugabilitat, juntament amb el guió, els continguts, els personatges, la qualitat dels gràfics i el so, el nivell d'intel·ligència artificial, la capacitat de decisió, la competitivitat, el fet que provoqui sensacions d'algun tipus (aventura, emoció, “adrenalina”...), la música, els reptes, etc., donen lloc a un conjunt unitari que propícia el que molts denominen la enganchabilidad (o fins i tot capacitat d'addicció), element essencial per a l'èxit d'un videojoc. Enganchabilidad en un doble sentit: immediata (que, segons estàs jugant, tinguis ganes de seguir fent-ho fins a completar la història, aventura o competició), o més permanent (tenir ganes de jugar fins i tot quan no ho estàs fent). En general, els jocs que reuneixen elements de rol, acció, aventura i estratègia/presa de decisions, solen ser considerats els que més enganchabilidad provoquen.
- Els diversos elements enunciats són valorats en funció del gènere que caracteritzi al videojoc. Així, per posar un exemple, les aventures gràfiques potencien els guions, personatges, diàlegs, gràfics i ambients, mentre els jocs d'estratègia se centren més en la capacitat de presa de decisions i en el grau d'intel·ligència artificial de la màquina (capacitat per sorprendre't, crear-te dilemes...).
- Un producte d'èxit ha de seduir a l'usuari mitjançant les seves característiques tècniques i estètiques, ha de provocar en ell un sentiment de complicitat i un desig de participació basat en la imaginació, la diversió i l'actitud de superació, i ha d'atorgar-li una sensació de control sobre el joc. El fet que un producte resulti més atractiu que un altre, un joc que creï expectatives abans fins i tot de ser comercialitzat i que, una vegada provat, desperti en els usuaris l'interès suficient per voler practicar-ho amb assiduïtat, es constitueix en un objectiu altament desitjable per a l'empresa que ho desenvolupa, doncs atorga gran imatge comercial, la qual cosa repercuteix directament en les vendes.
- Una altra tendència del mercat que orienta el desenvolupament de molts videojocs, és la creixent acceptació dels productes en línia, on un jugador pot compartir partida amb moltes altres persones. La gran capacitat d'interacció que propícia aquesta modalitat, provoca una gran implicació per part de l'usuari, que assegui potenciat l'element de competitivitat del producte, alguna cosa que es constitueix en un valor afegit a la resta d'elements que aportació el joc. A més, en aquesta modalitat i enfront d'un altre tipus de videojocs, l'usuari troba una pràctica d'oci grupal.
- Les opcions de multijugador en jocs demostra que la possibilitat d'interacció i competitivitat constitueixen elements molt atractius en el desenvolupament d'un videojoc.
- Els usuaris de consoles tenen una edat mitjana inferior als usuaris de PC, alguna cosa que pot condicionar els gèneres i continguts d'aquests suports (acció i plataforma els primers, estratègia i rol els segons, per exemple). Així, els elements visuals, sonors i d'animació poden contribuir a seduir als usuaris més joves, mentre components com el guió i els personatges es potenciaran a mesura que augmenta l'edat del jugador.
- En qualsevol cas, el videojoc, que va començar com un fenomen gairebé exclusivament infantil, ha anat acostant-se a usuaris de major edat de forma progressiva. Actualment va des dels 14 als 30 anys. Les previsions són que l'edat mitjana dels usuaris segueixi augmentant.
- Existeixen grans diferències si considerem la variable gènere. Ens trobem davant un sector fonamentalment masculí, on amb prou feines hi ha dones en els llocs creatius, desenvolupadors o directius, i on es conceben els productes en funció de temàtiques, situacions i personatges dirigits, en línies generals, als nois. S'apunta un creixent acostament de la dona al mercat dels videojocs, alguna cosa que ha conduït a la incorporació de personatges i temàtiques més properes al públic femení. Això es percep, a primera vista, en els jocs de rol i aventures gràfiques, que solen ser considerats com els que més semblen atreure a les noies.

## Distribució i venda

### Promoció i distribució
Depenent del tipus de videojoc que pretengui comercialitzar-se, les polítiques de màrqueting seran d'una o una altra forma. D'una banda, es emplearán els mitjans publicitaris adequats al perfil d'usuari al que es pretén arribar (les diferències seran evidents quan es pretengui diferenciar entre públic infantil o adult). D'altra banda, els departaments comercials de cada companyia establiran contacte amb la xarxa comercial del mercat (o amb distribuïdores intermediàries, si és que requereixen d'elles) per donar a conèixer les novetats de l'empresa.
La publicitat sobre videojocs empra mitjans especialitzats (revistes d'informàtica i videojocs, portals d'Internet, tendes de venda i lloguer), però també recorre a altres més generalitzats (periòdics, tanques publicitàries, anuncis televisius...) que serveixen per al públic menys vinculat, i que requereixen d'elevats pressupostos dedicats a promoció. Des de moltes companyies s'admet que gran part de la publicitat està orientada a les persones que no juguen habitualment amb videojocs; els qui ja són aficionats estan molt informats i coneixen els productes abans que surtin al mercat gràcies a la seva fidelitat als mitjans especialitzats.
Totes les tècniques de màrqueting i difusió estaran inserides en els processos habituals del mercat, amb la particularitat que la indústria del videojoc experimenta un efecte endogàmic o comunitari que potencia l'extensió de el “boca a boca” i l'existència de nombrosos punts de trobada (físics, com a tendes o salons d'oci, o virtuals, com a fòrums i xats en Internet) on els afeccionats intercanvien la informació que disposen, servint al seu torn de tauler d'anuncis publicitari de cara a la promoció.

### Botigues i centres especialitzats: venda i lloguer de videojocs
Així, referint-nos al mercat de videojocs, hi haurà tendes que venguin productes nous, però també tendes especialitzades que es dediquen a la importació i venda de “rareses” o de productes de segona mà; altres tendes que només es dediquen a jocs per a consoles; unes altres, per fi, que atenen un mercat per al lloguer d'aquests jocs.
En la venda i lloguer de productes nous, el criteri de la tenda sol dependre de les polítiques comercials de les empreses creadores, sense més filtre addicional. S'embeni tot allò que es distribueix, i es lloguen aquells títols que compten amb l'aprovació de les companyies (hi ha empreses que no autoritzen el lloguer dels seus productes). Per al client, el lloguer d'un videojoc pot ser un pas previ a la compra del mateix: si ho proven i els agrada, ho compren.
Aquest tipus de comerços sol presentar una clientela habitual al llarg de tot l'any. Clients fidels, entesos, i que busquen productes concrets. A més, en èpoques com a Nadal, les vendes (punt de videojocs com de consoles) es multipliquen espectacularment. cal destacar que moltes d'aquestes tendes presenten també sales de joc obertes al públic, de gran èxit entre els joves i amb una clientela que també sol ser fidel i habitual.

## La demanda percebuda des de l'oferta
A partir de la visió aportada des de les diferents posicions que componen l'oferta del mercat de videojocs, podem assenyalar alguns dels elements que componen una aproximació general al perfil dels usuaris.
- Respecte a l'edat, el seu tram majoritari sol situar-se entre els 14 i els 30 anys, però que, en casos concrets, pot arribar a ampliar-se (fins als 11 per a baix i fins als 35 per a dalt).
- El públic més jove es decanta pels jocs de plataforma i acció (per a consoles, principalment), mentre l'interès per jocs de rol i estratègia, de desenvolupament més complex, creix a mesura que augmenta l'edat. Els usuaris de PC solen ser un públic més adult.
- No existeixen estudis (almenys públic) que relacionin les diverses variables socioestructurales amb l'ús o preferència per un o un altre gènere de videojocs. Malgrat això, se sol assumir un perfil mitjà d'usuaris pertanyent a una classe social mitjana i mitjana-alta. El preu dels jocs en si pot resultar menys indicatiu de la disponibilitat econòmica requerida, a causa de la gran importància que adquireix la pirateria en el si d'aquest mercat.
- El que els agents de l'oferta conceben com un dels elements que caracteritza al públic usuari de videojocs és la il·lusió per la pertinença (més o menys conscient) a una espècie de “comunitat” que, més enllà de possibles diferències entre ells, aglutina a tots entorn d'aficions comunes i claus d'enteniment pròpies. Així, afirmen que els nois i noies que es coneixen en el context del món dels videojocs, organitzen els seus propis xats per parlar de moltes altres coses, els seus propis campionats i trobades, viatges...
- La idea de “comunitat” troba un dels seus pilars fonamentals sobre el concepte de “grup”: el gust pels jocs col·lectius i basats en la interacció entre diverses persones és una de les principals tendències del mercat dels videojocs en els últims anys; els grups d'amics acudeixen junts a les tendes i sales de jocs com a autèntica alternativa d'oci grupal; els xats creen i consoliden relacions grupals en les quals cadascú adopta el seu rol, etc. Aquest fet condueix al fet que sigui precisament la potenciació de tots els elements que conformen i impulsen la idea de “comunitat”, una de les estratègies de les companyies en la fidelització de la seva clientela.
- Però també existeix una visió estereotipada d'un sector d'afeccionats a aquesta forma d'oci que es mou en un altre sentit. És la visió respecte als qui es mostren més fanàtics enfront del món dels videojocs i tot el que li envolta. Persones que no participen de tots aquests aspectes de la “comunitat” que no estan estrictament referits als videojocs, que mostren una actitud solitària, socialment retreta i individualista, i que centren tot el seu oci en l'adquisició i pràctica de tots aquells productes que apareixen al mercat i s'ajusten a les seves preferències.

## Plataformes

### Computadores personals
La plataforma PC va ser molt popular en els noranta quan apareixen els primers PC multimèdia amb CD-ROM. A més els jocs per a PC oferien en els seus inicis un estímul molt fort per a tot el sector executiu i d'oficina que tenia la PC com a principal eina de treball.
Actualment, es pot jugar via ordinadors de sobretaula i portàtils, sempre que aquests compleixin els requisits del joc en qüestió.

### Consoles
Actualment la indústria dels jocs es mou gràcies a les plataformes de Microsoft (Xbox One, Xbox 360), les de Sony (Playstation 4, PSVita, Playstation 3, PSP,) i les de Nintendo (Wii O, Nintendo 3DS, Nintendo 2DS).
El negoci no està en la venda de consoles, sinó en la venda del programari, encara que les altes taxes de pirateria afecten el negoci. Els fabricants de consoles venen les seves màquines a cost o a pèrdua i confien en les vendes dels jocs per reposar-se; d'aquí la importància dels jocs. Tal és el cas de Sega, que va deixar de produir consoles a principis del 2001. Encara que alguns productors de programari (com Electronic Arts) tenen els recursos per construir una versió d'un joc per a totes les consoles, molts triaran només una.
Una manera en què es pretén controlar la pirateria (dret d'autor) és dividint el mercat mundial en sis sectors geogràfics i codificant el programari i les consoles, d'aquesta manera, per exemple, jocs fabricats al Japó no podrien executar-se en consoles llatinoamericanes.

### Consoles portàtils
En els seus inicis el mercat portàtil va estar dominat per Nintendo i el seu dispositiu “Game Boy” de 1989. Però aquest gran èxit va portar nous competidors a aquest segment. La japonesa Sony va llançar al març de 2004 la seva consola de videojoc portàtil “PSP” (PlayStation Portable) que utilitza un nou format de disc (UMD), que triplica la capacitat del tradicional CD-ROM, i en 2012 (2011 al Japó) arribaria la seva successora, la PSVita, amb una gràfica molt similar a la de PS3 i amb una tecnologia molt nova. Per la seva banda, la finlandesa Nokia va entrar al mercat a l'octubre de 2004 amb el llançament del seu telèfon-consola portàtil “N-Gage”. Nintendo no es queda enrere i el 2003 va presentar la “GameBoy Advance SP” i després va llançar la seva revolucionària portàtil a causa de la seva pantalla tàctil, la "Nintendo DS" en el 2004. En 2005 llança el tercer i últim redissenyo de GameBoy Advance i l'última de la històrica gamma GameBoy, El "GameBoy Micro", Juntament amb el redissenyo de la DS al DS Lite que compta amb una pantalla més brillant i és més petit que el seu predecessor. En 2008 al Japó (a Amèrica en 2009) Nintendo llança el nou Nintendo DSi el qual compta amb dues càmeres de l.5 MegaPixeles (Una en el front i una en la part posterior de la pantalla superior) Després del gran èxit de la Nintendo DS, la companyia Nipona llança la seva "Nintendo 3DS" el 26 de febrer del 2011, l'atracció principal del qual és poder mostrar gràfics en 3D sense necessitat d'ulleres especials, gràcies a la autoestereoscopia. La consola és retrocompatible amb la Nintendo DS i amb el programari de DSiWare. La consola és la successora de la sèrie portàtil Nintendo DS i competeix principalment amb el seu únic rival, la PS Vita. El 28 d'agost de l'any 2013 Nintendo anuncia una nova versió de la seva Nintendo 3DS, la "Nintendo 2DS".

### Altres dispositius portàtils
- iPad (Apple)
- iPad 2 (Apple)
- iPad 3 (Apple)
- iPad mini (Apple)
- Sony Ericsson Xperia Play (Sony)

### Videojocs en mòbils
Els mòbils amb Android disposen de Google Play per descarregar molts videojocs gratuïts o de pagament. Mentre que iPhone amb iOS disposa de App Store, que té algunes diferències en jocs disponibles amb la seva competència. També estan els Windows Phone i els que manejava Nokia amb el seu sistema operatiu Symbian.

## Videojocs i Internet
Les grans oportunitats de creixement de la indústria en el sector de l'entreteniment venen d'Internet, punt pel costat de les computadores personals com de consoles. El novembre de 1999, Electronic Arts va pagar US$81 milions per signar una aliança de 5 anys amb America Online Inc. Electronic Arts (EA) proveirà jocs en línia i entreteniment interactiu per als subscriptors de AOL. EA es va associar amb America Online (AOL) perquè ells són el líder en ISP i tenen la major base de subscriptors. A més, l'aliança dona a Electronic Arts un avantatge immediat en l'altament competitiu mercat de l'entreteniment. En aquests últims anys han aparegut grans videojocs per a la telefonia mòbil i en PDAs.
A més, Nintendo posseeix un navegador web per Nintendo DS; així com per Wii, en la qual es poden descarregar videojocs, saber el temps, les notícies, etc.